# Pastoor Schmeitsprijs
De Pastoor Schmeitsprijs wordt iedere drie jaar uitgereikt door het Kapteyn Astronomical Institute van de Rijksuniversiteit Groningen aan een sterrenkundige van Nederlandse komaf of die werkzaam is in Nederland. De prijs wordt toegekend voor werk dat voor het 40e levensjaar werd gepubliceerd. Aan de prijs is een bedrag van 1500 euro verbonden. 
De prijs is genoemd naar Pastoor Maria Paschalis Schmeits, een op 21 augustus 1851 in Sittard geboren priester uit de Jezuïetenorde. Schmeits was een man met veel talenten. Naast zijn werk als pastoor, had ook de bouwkunde, muziek (met name Gregoriaanse gezangen), literatuur, oudheidkunde, plant- en dierkunde zijn belangstelling. In het laatste van zijn leven heeft de sterrenkunde hem blijkbaar bijzonder gefascineerd. In juni 1919 richtte hij bij notariële akte de “Stichting Pastoor Schmeits voor Sterrenkunde” op. Het startkaptaal was 2000 gulden. Hij overleed op 11 oktober 1919. 

## Winnaars
- 1920 - 1979 - onbekend
- 1980 - Henny Lamers
- 1983 - Jan van Paradijs
- 1986 - Ewine van Dishoeck
- 1989 - Michiel van der Klis
- 1991 - Xander Tielens
- 1995 - Rens Waters
- 1998 - Koen Kuijken
- 2001 - Pascale Ehrenfreund
- 2004 - Pieter van Dokkum
- 2007 - Eline Tolstoy en Simon Portegies Zwart
- 2010 - Amina Helmi en Joop Schaye
- 2013 - Rychard Bouwens
- 2016 - Jason Hessels
- 2019 - Selma de Mink
- 2022 - Diederik Kruijssen
- 2025 - Else Starkenburg en Yamila Miguel